# 路易·马丁
路易·马丁（法語：Louis Martin，1875年—？），法国男子游泳、水球运动员。他曾代表法国参加1900年夏季奥林匹克运动会，获得三枚铜牌，其中两枚来自于游泳项目，另一枚来自于水球项目。